# Brisbane Bandits
Pour les articles homonymes, voir Bandit (homonymie).
Uniformes
Les Brisbane Bandits sont un club de baseball australien fondé en 2009 à Brisbane dans le Queensland. Les matchs à domicile se jouent au Brisbane Exhibition Ground.
Les Bandits évoluent en Ligue australienne de baseball depuis 2010. En saison inaugurale, ils terminent cinquièmes du classement final.

## Histoire
La franchise est fondée en 2009 avec le retour de la Ligue australienne de baseball.
À la suite d'une compétition lancée pour laisser les fans choisir les noms des franchises, la Name Your ABL Team, Brisbane prend le nom de Bandits, gardant le même nom que la précédente franchise de Brisbane qui évoluait dans la défunte Ligue australienne entre 1989 et 1999.

## Managers
Le premier et actuel manager de la franchise est l'australien David Nilsson, ancien receveur de Ligue majeure aux États-Unis.
Son frère, Gary Nilsson, devient entraineur des lanceurs alors que son neveu, Mitch Nilson, est joueur au sein de l'effectif.

## Saisons
- 2010-2011: 5e.